# Xã Wilson, Quận Dallas, Missouri
Xã Wilson (tiếng Anh: Wilson Township) là một xã thuộc quận Dallas, tiểu bang Missouri, Hoa Kỳ. Năm 2010, dân số của xã này là 1.126 người.